# Margherita (singolo)
Margherita è un singolo del cantautore Italiano Coez, pubblicato il 2 settembre 2022 come sesto estratto dal sesto album in studio Volare.

## Descrizione
Rispetto a quella presente nell'album, la versione pubblicata come singolo è una nuova versione completamente riarrangiata.